# う
う або ウ (/u/; МФА: [ɯ]; укр. у) — склад в японській мові, один зі знаків японської силабічної абетки кана. Становить 1 мору. Розміщується у комірці 3-го рядка 1-го стовпчика таблиці ґодзюон.

## Короткі відомості

### Опис
Фонема сучасної японської мови: один з 5 голосних звуків. Позначається /u/. Вимовляється зі слабко розкритим ротом і слабким огубленням: середньо між огубленим голосним заднього ряду високого піднесення [u] і неогубленим голосним заднього ряду високого піднесення [ɯ].
У Міжнародному фонетичному алфавіті позначається символами [u̜˕] • [ɯ̹˕]. Часто для зручності записується просто як [ɯ].
Після приголосних звуків [s] • [ʦ] • [ʣ], /u/ набуває ознак голосного середнього ряду і звучить як [ü] • [ɯ̈]. У діалекті регіону Кінкі після губних вимовляється наближено до [u].

### Порядок
Місце у системах порядку запису кани:
- Порядок ґодзюону: 3.
- Порядок іроха: 24. Між む і ゐ.

### Абетки
- Хіраґана: う

Походить від скорописного написання ієрогліфа 宇 (у, простір).
- Катакана: ウ

Походить від скорописного написання верхньої складової ієрогліфа 宇 (у, простір).
- Манйоґана: 宇 • 羽 • 雨 • 卯 • 鵜 • 烏 • 迂 • 兎 • 有 • 右 • 芋 • 菟 • 胡

### Транслітерації
- Кирилиця:
Система Поліванова: У (у).
Альтернативні системи: У (у).
- Латинка
Система Хепберна: U (u).
Японська система: U (u).
JIS X 4063: u
Айнська система: U (u).

### Інші системи передачі
- Шрифт Брайля:
| ●● －－ |
- Радіоабетка: Уено но У (上野のウ; «у» Уено)
- Абетка Морзе: ・・－